# Weltsieger
Weltsieger ist ein Titel, den Tiere erringen können. Die Vergabe des Titels erfolgt durch Dachverbände nationaler Dachorganisationen von Zucht- und Sportvereinen. Weltsieger entsprechen in besonderem Maße dem Standard ihrer Rasse.

## Weltsieger-Titel
Hunde, Katzen und Pferde gehören zu den Haustieren, welche den Titel Weltsieger tragen. Auch Nutztiere, Rinder, waren im 21. Jahrhundert unter den Titelträgern. Anders als bei den Haustieren wurde ihnen der Titel jedoch nicht von einem Dachverband, sondern von einer Fachzeitschrift zuerkannt.

### FCI-Weltsieger
Hunden wird der Titel FCI-Weltsieger auf der Welthundeausstellung der Fédération Cynologique Internationale (FCI) verliehen.
Ausgezeichnet wird mit dem Titel der beste Hund jeder Rasse, der Best of Breed. Darüber hinaus wird der Titel auch an die Gewinner der Wettbewerbe einzelner Disziplinen (Agility, Obedience etc.) vergeben, die im Rahmen der Welthundeausstellung durchgeführt werden.
Hündinnen und Rüden können den Titel FCI-Weltsieger erhalten, welche mit der Formwertnote VORZÜGLICH 1 bewertet wurden.
Verliehen werden Hunden die Titel Weltsieger, Weltjugendsieger und Welt-Veteranensieger.

#### WUT-Weltsieger
Teckel werden auf der WUT-Weltsieger-Ausstellung der Welt Union Teckel (WUT) mit dem Titel WUT-Weltsieger ausgezeichnet.

### FIFE-Weltsieger
Katzen erhalten den Titel FIFE-Weltsieger auf der Weltkatzenausstellung der Fédération Internationale Féline (FIFE).
Weltsieger können Katzen werden, denen auf der Weltkatzenausstellung der Titel Best in Show zuerkannt wurde.

### HWZSV-Weltsieger
An Haflinger vergibt die Haflinger Welt-, Zucht- und Sportvereinigung (HWZSV) den Titel Weltsieger auf ihrer Haflinger-Weltausstellung.

### Holstein-Weltsieger
Im Rahmen des Holstein International-Wettbewerbes wurde der Titel Weltsieger an Holstein-Rinder vergeben.